# Henning Malm
Henning Hugo Malm, född 9 februari 1872 i Stockholm, död 5 december 1937 på Lidingö, var en svensk operasångare (tenor).
Henning Malm var son till muraren Gustaf Alfred Olofsson. Efter att 1888–1890 ha genomgått Byggnadsyrkesskolan i Stockholm var han omkring 1895–1899 anställd som ritare vid byggandet av operahuset samt riksdags- och riksbankshuset. Samtidigt studerade han sång för Carl August Söderman. Efter att ha debuterat som Don Ottavio i Don Juan, Josef i Josef i Egypten och Wilhelm Meister i Mignon var han engagerad vid Kungliga Teatern 1900–1932, från 1924 även som biträdande regissör. Flera år fick Malm, alternerande med Arvid Ödmann, utföra lyriska älskarpartier, varibland märks Tamino i Trollflöjten, Max i Friskytten, Alfredo i Den vilseförda, Lorenzo i Fra Diavolo och Tonio i Regementets dotter. Särskilt märks titelrollen i Evangeliemannen. Senare övergick han dock till karaktärsroller samt komiska och groteska roller. Han hade även framgångar som oratoriesångare och deltog även som solist i Orphei Drängars sångarfärder. Han var 1924–1929 ordförande i Sveriges teaterförbund. År 1912 erhöll han Litteris et artibus. Malm är begravd på Lidingö kyrkogård.